# 들신선나비
들신선나비(Nymphalis xanthomelas)는 네발나비과 신선나비속에 속하는 나비 가운데 하나이다. 나비를 흔히 가냘픈 여성에 비유하는 경우가 많지만 들신선나비는 남성적인 매력이 넘치는 나비이다. 날개짓이 굳세고 힘찰 뿐 아니라 직선으로 날아다닌다.